# Квинт Серторий
Квинт Серто́рий (лат. Quintus Sertorius; 120-е годы до н. э. — 73 год до н. э.) — римский политический деятель и военачальник, известный в первую очередь как руководитель мятежа против сулланского режима в Испании в 80–72 годах до н. э.
Квинт Серторий принадлежал к италийской муниципальной аристократии. Он начал свою карьеру в римской армии во время Кимврской войны; участвовал в битвах при Араузионе (106 год до н. э.) и, возможно, при Аквах Секстиевых (102 год до н. э.). В 90-е годы участвовал в военных действиях в Испании под командованием Тита Дидия. По возвращении в Италию Серторий начал свою политическую карьеру с квестуры (в 91 или 90 году до н. э.) и снискал воинскую славу во время Союзнической войны.
Когда началась гражданская война между Луцием Корнелием Суллой и марианской «партией», Серторий оказался на стороне последней. В 83 или 82 году до н. э. он был направлен в Ближнюю Испанию в качестве наместника. В 81 году сулланцы изгнали его из провинции, но год спустя он вернулся на Пиренейский полуостров, заключил союз с местными племенами и установил контроль над существенной частью региона. Сулланскому режиму пришлось сосредоточить против него огромные силы — до 130 тысяч солдат. Но Серторий, используя партизанскую тактику и исключительное влияние на коренное население Испании, наладил эффективную оборону, периодически одерживая победы над врагом. Его союзником стал царь Понта Митридат VI Эвпатор. С 79 года до н. э. Серторий воевал против Квинта Цецилия Метелла Пия; в 77 году к Метеллу добавился ещё один способный полководец — Гней Помпей Великий. Во время кампании 75 года до н. э. Серторий всё же потерпел поражение, и после этого его положение начало ухудшаться. В 73 году он был убит собственными приближёнными.

## Происхождение и ранние годы
Квинт Серторий родился в земле сабинян, в небольшом городе Нурсия на Салариевой дороге, который входил в состав трибы Квирина и только изредка упоминается в источниках. Известно, что оттуда родом была мать императора Веспасиана. Эта территория была окончательно завоёвана Римом в 290 году до н. э., и спустя ещё полвека её жители получили римское гражданство. Сабиняне имели репутацию храброго и воинственного племени, «исконных жителей страны», колонистами которых были самниты и пицены. К этому племени принадлежали такие видные деятели римской истории и культуры I века до н. э., как Марк Теренций Варрон и Гай Саллюстий Крисп.
Точная дата рождения Квинта Сертория неизвестна. Историки говорят о середине 120-х годов до н. э., о приблизительно 123 или 122 годе до н. э. Номен Серторий (Sertorius) предположительно имеет этрусское происхождение. Плутарх называет этот род «видным» для Нурсии; вероятно, Сертории принадлежали к муниципальной аристократии и к всадническому сословию, так что у Квинта были все шансы сделать прекрасную карьеру в родном городе. При этом для Рима он был «новым человеком».
Квинт Серторий рано потерял отца и с этого момента воспитывался матерью, «которую, кажется, любил очень сильно». Его мать звали Рея; некоторые исследователи связывают это имя с названием ещё одного сабинского города — Реате. Серторий получил хорошее образование и, в частности, основательно изучил право и риторику. У него были определённые ораторские способности; Цицерон в трактате «Брут» называет его «самым умным и лёгким на язык» из числа «ораторов или, лучше сказать, крикунов». Из такой формулировки в историографии делают вывод, что по римским меркам Серторию не хватало профессионализма. Тем не менее он смог в первые юношеские годы приобрести «некоторое влияние» в Нурсии благодаря своим выступлениям.

## Начало карьеры
Когда во владения Римской республики вторглись германцы, Квинт Серторий вступил в действующую армию. Его первым командиром стал Квинт Сервилий Цепион — влиятельный патриций и прославленный военачальник, командовавший армией в Нарбонской Галлии в 106—105 годах до н. э. Существует предположение, что Серторий стал контуберналом при Цепионе и его клиентом. Он мог использовать покровительство видного аристократа, чтобы пробиться наверх в новом для себя мире римской политики.
В битве при Араузионе 6 октября 105 года до н. э. армия Квинта Сервилия была почти полностью уничтожена германцами. Серторий был ранен и потерял в схватке коня, но всё же смог спастись: он переплыл реку Родан, несмотря на сильное течение, и даже сохранил щит и панцирь. Этот эпизод его биографии стал в латинской литературе хрестоматийным примером воинской доблести.
После этой битвы гипотетический покровитель Сертория был осуждён из-за явной вины в поражении и подозрений в казнокрадстве. Командование в продолжавшейся войне с германцами перешло к Гаю Марию. Под его началом Серторий служил, по одному из предположений, со 104 года до н. э. К этому периоду относится ещё один выдающийся подвиг Сертория: переодевшись в галла, он пробрался во вражеский лагерь и узнал ценную информацию, за что был награждён. Существует предположение, что это произошло накануне битвы при Аквах Секстиевых в 102 году до н. э. Другой информации об участии Сертория в войне с германцами, закончившейся в 101 году до н. э., нет.
Плутарх сообщает, что Серторий пользовался доверием Мария, но события 80-х годов до н. э. показывают, что хорошие отношения между двумя «новыми людьми» установлены не были. А. Короленков предполагает, что Серторий оставался связан с Сервилиями, врагами Мария, который уже к концу 100 года до н. э. утратил большую часть своего влияния.
Следующее упоминание Сертория в источниках связано с Испанией. В 98 году до н. э. он действовал в этом регионе в качестве военного трибуна под командованием консула Тита Дидия. Известно, что последний разгромил кельтиберов, но Серторий упоминается только в связи с одной военной операцией против города Кастулон, находившегося существенно южнее — в Иберии. Военный трибун был в составе местного гарнизона. Когда жители Кастулона восстали и перебили большую часть римлян, Серторий с группой воинов смог спастись, а потом в свою очередь напал на город, перебил всех мужчин, а женщин и детей продал в рабство. Та же судьба постигла и соседний город, участвовавший в восстании. За это Серторий получил высшую воинскую награду — corona graminea.
Существует предположение, что Серторий поступил под начало Дидия уже после этих событий, поскольку маловероятно, чтобы столь храброго и заслуженного воина держали в глубоком тылу. Серторий мог приехать в Испанию ещё в 99 году до н. э. Дидий, тоже связанный с Сервилиями и трибой Квирина, мог стать новым его покровителем; Б. Катц предположил, что Серторий воевал под началом Дидия во Фракии, но в источниках подтверждений тому нет.
Сразу по возвращении в Рим Серторий добился избрания квестором. Эта магистратура была первым шагом на cursus honorum и гарантировала место в сенате. Точных датировок здесь нет: квестуру Сертория относят к 91 или 90 году до н. э. В это время начиналась Союзническая война, и Серторий в Цизальпийской Галлии набирал людей и готовил снаряжение для армии. По словам Плутарха, «он проявил в этом деле такое рвение и стремительность (особенно если сравнивать с медлительностью и вялостью других молодых военачальников), что приобрёл славу человека деятельного» . Позже Серторий принял участие в боевых действиях и показал чудеса храбрости; в одном из боёв он потерял глаз, чем гордился как уникальным отличием. Он стал прославленным героем войны: тот же Плутарх сообщает, что однажды, когда Серторий появился в театре, «его встретили шумными приветственными криками». Впрочем, есть мнение, что биограф мог несколько преувеличить популярность своего героя.

## Участие в гражданской войне в Италии
Прежде, чем было окончательно подавлено восстание италиков, внутренние распри в Риме переросли в гражданскую войну. В 88 году до н. э. народный трибун Публий Сульпиций провёл закон, согласно которому новых граждан, вначале зачисленных в восемь последних триб, предполагалось распределить по всем трибам; в результате эти граждане получили бы реальную возможность влиять на исход голосования. Чтобы заручиться поддержкой армии, Сульпиций добился формальной передачи командования в начинавшейся войне с Митридатом Гаю Марию. Потерявший командование Луций Корнелий Сулла не смирился с этим и двинул армию на Рим. Он занял город; Марий бежал, а Сульпиций был убит. Затем Сулла отменил законы Сульпиция, организовал избрание консулами Луция Корнелия Цинны и Гнея Октавия и отправился с армией на Восток.
Об участии в этих событиях Сертория известно только одно: он выдвинул свою кандидатуру в народные трибуны, но потерпел неудачу из-за противодействия Суллы. Чаще всего этот эпизод датируют 88 годом до н. э. Предполагается, что Серторий, довольно популярный человек, не имевший на тот момент определённой политической позиции, показался Сулле слишком опасным, и поэтому был забаллотирован. Сильных покровителей у Сертория тогда не было, поскольку Тит Дидий и Квинт Сервилий Цепион-младший погибли в Союзнической войне. В этой ситуации Серторию оставалось только примкнуть к какой-либо влиятельной политической группировке; он заключил союз с врагами Суллы. Таким образом, судьбоносное для него решение было принято во многом под влиянием случайных обстоятельств.
В 87 году до н. э. Цинна вслед за Сульпицием предложил законопроект о распределении италиков по всем трибам. Второй консул выступил против, и на улицах Рима начались полномасштабные бои. Серторий к тому времени был на стороне Цинны. В открытой борьбе победили сторонники Гнея Октавия, так что Цинне, а с ним и Серторию, пришлось бежать из Рима. Поскольку сенат действовал явно незаконно, отрешив Цинну от консульской должности, на сторону последнего перешли многие соседние общины и армия, осаждавшая Нолу. Вскоре в Этрурии высадился Гай Марий, тоже начавший открытые военные действия против сената.
К этому моменту Серторий, вероятно, играл роль главного военного эксперта в армии Цинны. Он предостерегал своего командира от заключения союза с Марием, либо боясь конкуренции со стороны последнего, либо предполагая, что этот союз приведёт к эксцессам и скомпрометирует всю циннанскую «партию».
Квинт «говорил, что уже почти всё сделано, что они и так уже добились победы, но если они примут Мария, их успех послужит его славе и могуществу, а он человек недоверчивый и неспособный делить власть с другими».
По данным Плутарха, Цинна согласился с доводами Сертория, но сослался на свою совесть, не позволявшую ему отвергнуть Мария, которого до того сам призывал на помощь. Серторий же признал, что, коли такое приглашение имело место, обсуждать этот вопрос бессмысленно: верность взятым на себя обязательствам должна быть превыше всего. Историки видят в этом эпизоде старания Плутарха представить своего героя как единственного разумного человека в окружении Цинны, к тому же человека благородного и милосердного. При этом звучат мнения, что данный рассказ неправдоподобен и нелогичен. А. Короленков предположил, что сам Серторий позже утверждал, будто был против союза с Марием.
Войска антисенатской коалиции вскоре осадили Рим. Они были разделены на четыре армии, одну из которых возглавил Серторий. Он должен был противостоять Гнею Помпею Страбону — заслуженному полководцу, единственному триумфатору за всё время Союзнической войны. Это может говорить о хорошей репутации Сертория как военачальника. Некоторое время Помпей не предпринимал активных действий; вероятно, он рассчитывал на выгодный для него союз с Цинной.
Когда переговоры закончились безрезультатно, Помпея попытались убить (эта операция могла быть организована Серторием), а потом начались бои за Рим. Источники сообщают об одном или двух сражениях между Серторием и Помпеем, в которых относительный перевес оказался на стороне последнего. Позже армия, защищавшая Рим, в значительной степени вымерла от эпидемии (среди её жертв оказался и Страбон), и город сдался.
За этой капитуляцией последовал развязанный Марием и Цинной террор против ряда представителей сенатской аристократии. Серторий отнёсся к этому неодобрительно: он «не поддавался чувству гнева и никого не убивал… Он не пользовался правом победителя и не творил насилий; напротив, он возмущался Марием и в частных беседах уговаривал Цинну действовать мягче». По словам Саллюстия, он действовал так потому, что «добивался репутации человека справедливого и доброго» . Серторий не ограничился уговорами: по приказу Цинны он со своими людьми перебил бардиеев — сторонников Мария из числа беглых рабов, бесчинствовавших в Риме с одобрения своего вождя.
Марий вскоре умер, и следующие два года (начало 86 — начало 84 гг. до н. э.) Италией и большей частью провинций единолично правил Цинна, возглавивший марианскую партию. О деятельности Сертория в эти годы источники молчат. Выдвигалась гипотеза, что Квинт был народным трибуном. Её противники обращают внимание на то, что трибунат не был обязательной ступенью cursus honorum. Учёные сходятся во мнении, что эдилом Серторий не был, но занимал претуру. Предположительные даты — 82, 83 или более ранние годы.
А. Шультен считает, что Серторий мог рассчитывать и на консулат, учитывая, что уже в 87 году до н. э. он командовал одной из четырёх марианских армий. Но и претура была для «нового человека» большим достижением. Получить эту должность он смог, видимо, только благодаря покровительству Цинны; после гибели последнего в 84 году до н. э. карьерные перспективы Сертория существенно ухудшились.
В 83 году до н. э. Сулла, закончивший к тому времени войну с Митридатом, высадился в Италии и возобновил вооружённую борьбу против марианцев. Серторий оказался прикомандирован к армии одного из консулов, Луция Корнелия Сципиона Азиатского, — возможно, в качестве легата. Сципион согласился на предложение Суллы о перемирии и начал переговоры. При этом в его лагерь у города Теан беспрепятственно проникали сулланские солдаты, ведшие агитацию. Серторий указывал консулу на опасность сложившегося положения, но тот его не слушал. Наконец, Сципион счёл необходимым проконсультироваться о возможном соглашении со своим коллегой Гаем Норбаном и направил с этим поручением Сертория. Последний, имея своё мнение о происходящем, по пути занял город Суэсса Аврунка, принявший ранее сторону Суллы. Это имело далеко идущие последствия: Сулла возмутился нарушением перемирия, Сципион, чтобы продемонстрировать чистоту намерений, вернул врагу взятых ранее заложников, а его войско, недовольное своим командиром, в конце концов перешло на сторону врага.
Веллей Патеркул пишет, что при этом Серторий вместе со Сципионом попал в руки сулланцев и был ими отпущен. В. Ине с этим согласен, но большинство историков считает это сообщение недостоверным.
После этих событий Серторий был направлен марианским командованием в Этрурию для набора подкреплений. Он набрал в общей сложности 40 когорт и вернулся в Рим в конце 83 года до н. э., после консульских выборов, на которых победили Гней Папирий Карбон и Гай Марий-младший. Избрание последнего было нарушением закона Виллия: Марию было всего 26 или 27 лет, и он не занимал до того ни одной курульной должности. Плутарх пишет, что это избрание произошло «вопреки воле Сертория»; в историографии есть предположения, что Серторий сам претендовал на консулат 82 года до н. э., и что его направили в Этрурию, чтобы нейтрализовать на время выборов.
Вскоре Серторий отправился в ещё более далёкий путь — в Ближнюю Испанию. Подробности об этом сообщают только двое античных авторов, Плутарх и Юлий Эксуперанций. Первый утверждает, что Серторий уехал самовольно: ему «было уже бессмысленно оставаться и наблюдать, как положение становится всё хуже из-за бездарности высших командиров. Поэтому… Серторий, окончательно потеряв надежду удержаться в городе, отправился в Испанию. Его целью было превратить эту страну… в убежище для друзей, разбитых в Италии». Согласно Эксуперанцию, Сертория направили в Испанию консулы, предоставив ему проконсульские полномочия; их целью было укрепить власть марианской партии в одной из провинций и избавиться от критики. Учёные предполагают, что более достоверна вторая версия. При этом существует мнение, что он не хотел покидать Италию, но в конце концов был вынужден это сделать под нажимом марианского руководства. В результате его отъезд выглядел как почётное изгнание.

## Проконсулат
Серторий отправился в Испанию в конце 83 или начале 82 года до н. э. Скорее всего, с ним был только небольшой отряд; известно, что квестором Сертория был Луций Гиртулей, ставший ближайшим его сподвижником на последующие годы. По пути наместник должен был стабилизировать ситуацию в Трансальпийской Галлии, но какие-либо подробности этого неизвестны.
В Пиренеях путь Серторию преградили местные жители, потребовавшие денег. Проконсул выполнил их требование, таким образом впервые проявив гибкость в отношениях с варварами.
Ближнюю Испанию Серторию пришлось силой подчинять своей власти. Аппиан Александрийский пишет, что «прежние наместники не хотели принять его». Отсюда некоторые историки делают вывод, что провинцию контролировали сулланцы, которых Серторий разбил;
согласно другому мнению, проконсул столкнулся только с волнениями среди местных племён.
Серторий стабилизировал ситуацию, снизив подати, отменив для военных постой в городах и наладив отношения с племенной знатью.
По словам Саллюстия, испанцы его полюбили «за умеренное и безупречное правление».
Несмотря на эту любовь, Серторий считал своей основной опорой колонистов из числа римлян и италиков. Он поставил в строй всех способных носить оружие из этой категории, «держал под пристальным наблюдением» города и строил военный флот. Первоочередной целью этой деятельности было удержание в подчинении испанцев, но вскоре возникла новая угроза. Сулла одержал полную победу над марианцами в Италии, и его полководцы начали устанавливать контроль над провинциями Западного Средиземноморья. Имя Сертория было включено в первый проскрипционный список, так что речь шла не только о его карьерных перспективах, но и о жизни.
Весной 81 года до н. э. в Испанию двинулась сулланская армия под командованием Гая Анния, который, вероятно, был назначен новым наместником Ближней Испании. Под его командованием было до 20 тысяч воинов. Серторий мог противопоставить этим силам около 9 тысяч человек; вопрос о том, были ли среди них представители местных племён, остаётся открытым.
Шеститысячный отряд под командованием одного из подчинённых Сертория, Луция Ливия Салинатора, смог задержать сулланцев в Пиренеях. Но после убийства Салинатора предателем его люди оставили позиции. Гай Анний вторгся в провинцию, и Серторий, оказавшийся не в состоянии принять бой, бежал в Новый Карфаген, где погрузил остатки своих войск на корабли. Причину тому, почему он так легко признал поражение, историки видят не только в подавляющем численном превосходстве сулланцев. Вероятно, Серторий был непопулярен у собственных воинов (здесь могла сказаться отмена зимних постоев в городах); кроме того, население провинции, как испанское, так и римско-италийское, должно было понимать бесперспективность дальнейшей борьбы, учитывая победы сулланцев по всей Римской державе.
Ключевую роль, по мнению И. Гурина, могло сыграть отсутствие поддержки со стороны кельтиберов.

## Изгнание
Серторий с оставшимися у него 3 тысячами воинов поплыл на юг. Он высадился в Мавретании, но конечная его цель неизвестна. По мнению А. Короленкова, именно в Мавретанию он и направлялся; И. Гурин обращает внимание на то, что высадка была явно вынужденной, и предполагает, что Серторий плыл в Африку. Это была последняя провинция, которую контролировали марианцы.
Люди Сертория понесли тяжёлые потери в стычке с местным населением, когда набирали воду. Тогда изгнанники вернулись в Испанию, высадились предположительно в районе Малаки, здесь были разбиты, но в открытом море получили помощь от киликийских пиратов и смогли занять остров Питиуса. Вскоре здесь появился флот Гая Анния. Серторий дал врагу сражение, но его лёгкие корабли мало для этого подходили. Мистраль разбросал их по морю; только спустя 10 дней Серторий «с немногими кораблями» смог пристать к каким-то островам. Потом он прошёл Гадесский пролив и снова высадился в Испании, недалеко от устья Бетиса.
Исследователи обращают внимание на то, что это была одна из наиболее романизированных частей страны. Таким образом, Серторий мог выбрать это место для высадки в расчёте на помощь со стороны местных провинциалов. Эти надежды не оправдались, но во всяком случае изгнанники смогли расположиться здесь на длительный отдых.
К этому моменту относится очень известный эпизод. Серторий узнал от моряков о существовании на западе Островов Блаженных — райского места с благодатным климатом, жители которого живут, не зная ни трудов, ни тревог. «Когда Серторий услышал этот рассказ, у него родилось страстное желание поселиться на Островах Блаженных и жить там безмятежно, не ведая ни тирании, ни бесконечных войн» .
Ни древние авторы, ни в большинстве своём антиковеды не подвергают сомнению правдивость этого рассказа и искренность намерений Сертория. Данный эпизод дал основания, чтобы говорить о нежелании Квинта участвовать в гражданской войне, об отсутствии у него твёрдых политических убеждений и даже о его малодушии. Среди немногих скептиков П. Тревес, настаивающий на том, что Серторий не мог хотеть поселиться на островах, поскольку долго боролся за победу своей партии и право вернуться на родину. По мнению Тревеса, эта история выдумана Саллюстием. Существует также мнение, что Серторий сам распространил дезинформацию о своей готовности уплыть на острова и даже начал подготовку к плаванию. И. Гурин полагает, что таким образом изгнанник хотел подтолкнуть лузитанов к скорейшему заключению союза; А. Короленков — что объектом дезинформации был сулланский наместник Дальней Испании. Согласно Саллюстию, распространились даже слухи, будто Серторий «бежал далеко в Океан» . В действительности изгнанники опять направились в Мавретанию.
В этой стране тогда шла гражданская война: свергнутый ранее Аскалид пытался вернуть себе престол. Серторий вмешался в этот конфликт, по словам Плутарха, рассчитывая, «что его соратники, ободрённые новыми успехами, увидят в них залог дальнейших подвигов и потому не рассеются, охваченные унынием». Из этого пассажа в историографии делают вывод, что проблема дезертирства на тот момент была очень острой: малочисленные сторонники Сертория явно считали сложившуюся ситуацию безвыходной.
Изгнанники встали на сторону действующего царя. Серторий возглавил армию этого правителя и осадил Аскалида, поддержанного киликийскими пиратами, в Тингисе. На помощь осаждённым пришли сулланцы из Дальней Испании под командованием Вибия Пакциана. Серторий разбил этот отряд, а солдат противника привлёк на свою сторону.
После взятия Тингиса, по словам Плутарха, Мавретания оказалась под полным контролем Сертория, который, впрочем, «не был несправедлив к тем, кто призвал его и доверял ему, — он отдал им и деньги, и города, и власть, и взял себе лишь то, что они отдали ему добровольно». Вероятно, греческий писатель преувеличивает: серторианцы были скорее на положении военных специалистов и не могли распоряжаться властью в целом царстве.
Вскоре после этого успеха к Серторию прибыли послы лузитанов, которые предложили ему стать их вождём. Плутарх пишет, что такое приглашение лузитаны сделали, «узнав о характере Сертория от его спутников». Это может означать, что инициатива принадлежала Квинту: он мог специально направить своих людей в Испанию, чтобы подготовить почву для нового появления в этой стране. Союз был заключён. В связи с этим некоторые учёные считают, что Серторий изменил Римской республике или, по крайней мере, пошёл на полный разрыв с ней. Существует также мнение, что его действия были скорее нетрадиционными. Исследователи отмечают, что две стороны союза преследовали совершенно разные цели: лузитаны либо просто нуждались в военных специалистах, либо рассчитывали использовать внутриримские распри для упрочения своей независимости; Серторий же планировал сделать лузитанов своим орудием в гражданской войне.

## Серторианская война

### Закрепление в Испании
В 80 году до н. э. Серторий переправился из Тингиса в Испанию. Он высадился в окрестностях города Белон с отрядом, в котором было 2600 римлян и 700 мавретанцев. В историографии существует мнение, что именно перед этой высадкой он разбил при Мелларии эскадру сулланца Котты;
согласно другой гипотезе, эта победа была одержана уже после того, как Серторий закрепился в Испании.
У Белона Сертория ждали более 4 тысяч лузитанов. 8-тысячной армии мятежников противостояли, по словам Плутарха, «120 тысяч пехотинцев, 6 тысяч всадников, 2 тысячи лучников и пращников» . Впрочем, это явный анахронизм: греческий историк описывает ситуацию 74 года до н. э.. В 80 году у наместника Дальней Испании Луция Фуфидия могло быть 15—20 тысяч солдат или даже только 10—12 тысяч, и, судя по тому, что он позволил большому лузитанскому отряду дойти до Белона, наместник не вполне контролировал ситуацию в собственной провинции. У наместника Ближней Испании Марка Домиция Кальвина было ещё два легиона.
При Бетисе (предположительно, недалеко от Гиспалиса) произошло первое крупное сражение этой войны. Луций Фуфидий потерпел поражение, причём одних только римлян в его войске погибло 2 тысячи. Ход дальнейших событий не вполне ясен: одни учёные считают, что Серторий ушёл в Лузитанию (согласно этой версии, туда он двигался и до битвы), другие — что он занял часть Дальней Испании. И. Гурин и А. Короленков предполагают, что мятеж поддержала большая часть провинции; правда, это могла быть скорее покорность сильнейшему, чем активное участие в войне.
Нет полной ясности и о том, насколько серьёзную поддержку получил Серторий в Лузитании. Источники сообщают, что на его стороне было только 20 «полисов»; здесь могут иметься в виду укреплённые пункты или просто отдельные общины. При этом И. Гурин считает, что имеются в виду города Бетики, а не Лузитании. Плутарх приписывает Серторию власть «стратега-автократора», но это явное преувеличение: нет информации о том, что Квинт обладал в Лузитании какими-либо полномочиями, кроме военных. События Вириатовой войны показывают, что лузитаны не могли выставить в поле больше 10 тысяч воинов даже при напряжении всех сил. При этом Серторий так и не смог наладить дисциплину в туземной части своей армии. Часто ему приходилось добиваться повиновения не приказом, а разъяснениями. Об этом говорит, в частности, эпизод с двумя конями, описанный рядом античных авторов.
Сразу после высадки Серторий начал прибегать к различным ухищрениям, чтобы укрепить свой авторитет в глазах местных племён. В частности, он выдавал себя за человека, общающегося с богами. Некто Спан подарил ему оленёнка; выросшую белую лань, абсолютно ручную, Серторий объявил «божественным даром Дианы» и говорил, будто это животное сообщает ему сокровенные вещи.

Если он получал тайное извещение, что враги напали на какую-либо часть его страны или побуждали отложиться какой-либо город, он притворялся, что это открыла ему во сне лань, наказывая держать войска в боевой готовности. И точно так же, если Серторий получал известие о победе кого-нибудь из своих полководцев, он никому не сообщал о приходе гонца, а выводил лань, украшенную венками в знак добрых вестей, и приказывал радоваться и приносить жертвы богам, уверяя, что скоро все узнают о каком-то счастливом событии.
— Плутарх. Серторий, 11.
О серториевой лани рассказывает целый ряд источников. Такой выбор священного животного может быть связан с широким распространением культа лани на Пиренейском полуострове. Кроме того, сам Серторий мог стать объектом поклонения как герой-пришелец; в историографии проводят аналогии с культом Публия Корнелия Сципиона Африканского в 200-х годах до н. э. Благодаря этому Серторий смог упрочить свой авторитет.
По предположению А. Шультена, после победы над Фуфидием армия мятежников не росла, оставаясь на уровне примерно в 8 тысяч человек.
Ф. Спанн полагает, что Серторий постепенно увеличил свои силы до 20 тысяч воинов. Благодаря этому росту удалось разгромить и наместника Ближней Испании Марка Домиция Кальвина. По одной версии, в 79 году до н. э. квестор Сертория Луций Гиртулей с войском, состоявшим предположительно из провинциалов, вторгся в Ближнюю Испанию и разбил Кальвина с его двумя легионами. По другой версии, ещё в 80 году до н. э. Марк Домиций сам двинулся на юг, чтобы помочь Луцию Фуфидию; предположительно он погиб в бою. В любом случае неудачи сулланских войск в Испании оказались настолько серьёзными, что на них обратил внимание сам Сулла. Он направил на Пиренейский полуостров одного из главных своих сподвижников, своего коллегу по консулату 80 года до н. э., представителя влиятельного рода и двоюродного брата своей жены — Квинта Цецилия Метелла Пия.

### Против Метелла Пия
В 79 году до н. э. война вступила в новую, более ожесточённую, фазу. Сулланский режим сосредоточил в Испании большие силы под командованием проконсула Метелла Пия, очень опытного полководца. Источники изображают его человеком немолодым, ленивым, склонным «к неге и роскоши». При этом он был всего на несколько лет старше Сертория и очень высоко оценивался последним. И. Гурин предположил, что «старческая вялость Метелла была навязчивым представлением Плутарха».
Под командованием Квинта Цецилия могли быть четыре легиона и вспомогательные войска. Плутарх, говоря о 128 тысячах воинов, сконцентрированных против Сертория, мог иметь в виду ситуацию 79 года до н. э. и включать в этот счёт войска Метелла Пия и наместников Дальней Испании и Нарбонской Галлии. По подсчётам некоторых учёных, одних только сулланских легионеров в обеих Испаниях было не менее 40 тысяч; вспомогательные войска могли достигать ещё большей численности.
Сообщения источников о ходе боевых действий в 79—77 годах до н. э. фрагментарны. На их основании можно уверенно восстановить картину только в самых общих чертах. Армия Метелла заметно превосходила противника в численности, а потому Серторий выбрал партизанскую тактику. Он не начинал больших сражений, а вместо этого беспокоил врага из засад, затруднял ему снабжение, нападал, когда солдаты Метелла начинали разбивать лагерь. Если последний начинал осаду какого-либо города, Серторий начинал действовать на его коммуникациях, мобилизуя иногда на короткий срок огромные силы (Плутарх говорит даже о 150 тысячах воинов. Известен один случай, когда он сам осадил осаждающих.
У Плутарха есть описание осады города Лакобрига. Метелл неожиданно напал на этот город, думая, что основные силы серторианцев далеко. Он рассчитывал за два дня принудить осаждённых к сдаче, лишив их воды, а потому взял продовольствия только на пять дней. Но Серторий смог оперативно доставить в Лакобригу 2 тысячи бурдюков с водой, что расстроило все планы Метелла. Последний был вынужден отправить за продовольствием целый легион, который попал в засаду и был полностью уничтожен. В результате Метеллу пришлось отступить ни с чем.
Создать детальную реконструкцию военных действий попытался А. Шультен. По его мнению, Метелл направил своего легата Луция Тория Бальба в Ближнюю Испанию, но в пути последний был перехвачен Луцием Гиртулеем, потерпел поражение при Консабуре и погиб. В дальнейшем Метелл действовал в Лузитании между реками Гвадиана и Таг. В 79 году до н. э. он из Бетики двинулся в центральную Лузитанию, а потом к Олизиппо. В 78 году он шёл на запад и юго-запад; именно тогда могла произойти осада Лакобриги. Метелл опустошал все земли на своём пути, рассчитывая лишить противника баз снабжения, но не смог что-либо противопоставить партизанской войне, а потому в конце 78 года перешёл к обороне в Турдетании.
Большинство учёных с такой реконструкцией согласны. И. Гурин считает, что военные действия в эти годы шли в Бетике, в северо-восточной части Дальней Испании и на юге Лузитании, но не в глубине этой страны. А. Короленков с этой гипотезой не соглашается, ссылаясь на то, что Бетика, в отличие от Лузитании, не подходила для партизанской войны.
В ходе борьбы с Метеллом Серторий, хотя и смог избежать поражения, всё же потерял большую часть своих позиций в Бетике — по мнению А. Короленкова, «без особого сопротивления» . Это должно было рассматриваться как большой успех Метелла. Но армия последнего была настолько ослаблена, что не смогла противодействовать наступлению мятежников в Ближней Испании.
Здесь после поражения Тория Бальба в 78 году до н. э. появился сулланский наместник Нарбонской Галлии Луций Манлий с тремя легионами. Луций Гиртулей разгромил его при Илерде и заставил бежать с горсткой людей в свою провинцию. Затем в Ближней Испании появился сам Серторий. Плутарх утверждает, что ему подчинились все племена к северу от Ибера, но историки считают это преувеличением, хотя и признают переход на сторону мятежников в течение кампании 77 года до н. э. существенной или даже большей части провинции. Важнейшие города — Новый Карфаген, Тарракон, Гракхурис — видимо, остались под контролем сулланцев.
В 77 году до н. э. Серторий получил помощь из Италии. Ещё в 78 году один из консулов, Марк Эмилий Лепид, поднял мятеж, чтобы свергнуть установленный Суллой порядок, а после поражения переправил свою армию на Сардинию и здесь вскоре умер. Его преемник по командованию Марк Перперна продолжил борьбу. Согласно Орозию, он переправился в Лигурию, откуда угрожал Италии, но был оттеснён к Пиренеям; Эксуперанций сообщает, что Перперна прямо с Сардинии переправился в Испанию. Здесь он намеревался самостоятельно воевать с Метеллом, но солдаты заставили его присоединиться к Серторию. Согласно Плутарху, это произошло, когда выяснилось, что в Испанию движется ещё одна сулланская армия; согласно Аппиану, порядок событий был обратным: сенат направил в Испанию ещё одного командующего, узнав об усилении Сертория.
Под командованием Перперны было 53 когорты, то есть более 20 тысяч воинов — в большинстве своём римлян и италиков. Столь существенное подкрепление пришло к Серторию незадолго до взятия им Контребии, то есть предположительно не позже, чем в сентябре 77 года до н. э.
И Перперна, и Серторий были преториями (бывшими преторами). При этом Перперна обладал явным формальным преимуществом как сын и внук консулов, а потому мог претендовать на общее командование; только требования солдат заставили его подчиниться «новому человеку». Существует гипотеза, что Серторию на этом этапе пришлось вступить в жёсткую борьбу за власть. Именно к этому моменту может относиться рассказанная Плутархом история о том, что Квинт, получив известие о смерти своей матери, на семь дней отстранился от всех дел; он мог просто шантажировать своих соратников отказом от командования, чтобы получить максимум полномочий. Из этой схватки он вышел победителем, но неоднородность его окружения, усилившаяся из-за появления Перперны, позже сыграла свою негативную роль.

### Держава Сертория
К осени 77 года до н. э. Серторий достиг апогея своего могущества. На тот момент он контролировал обширные территории в Испании. Это были Лузитания (полностью или частично), центральная часть Пиренейского полуострова, часть Дальней Испании, средиземноморское побережье за исключением отдельных пунктов, среднее течение Ибера и территории к северу от этой реки вплоть до земель васконов. Это была по крайней мере половина всей территории Испании. Точно известно, что сулланцы сохраняли влияние в Бетике (по крайней мере, в восточной её части) и в большинстве римских и финикийских городов. Тем не менее Серторий смог создать обширное и сильное государство, представлявшее серьёзную опасность для сулланского режима.
Аппиан сообщает, что, помимо Испании, власть Сертория признали сопредельные области. Здесь могла иметься в виду часть Римской Галлии: её жители нанесли в 78 году до н. э. окончательное поражение Луцию Манлию, что многие историки считают аргументом в пользу влияния Сертория на этот регион.
Могли существовать определённые контакты между мятежниками и римской политической элитой. Плутарх сообщает, что «бывшие консулы и другие наиболее влиятельные лица» «призывали Сертория в Италию, утверждая, что там многие готовы подняться против существующих порядков и совершить переворот». Считается, что установить достоверность этих данных невозможно: об этих призывах у Плутарха говорит только Перперна, пытавшийся отсрочить свою казнь. В такой ситуации он мог сказать всё, что угодно. Известно, что в Риме ни разу не поднимался вопрос об амнистии для Сертория; это означает, что влияние его гипотетических сторонников было невелико. Высокопоставленные лица, контактировавшие с Серторием (в их числе называют, например, консула 73 года до н. э. Гая Кассия Лонгина), видимо, не планировали его поддерживать.
Среди простых италиков и римлян Серторий мог быть популярен, но какого-либо движения в пользу Сертория в Италии и Риме не было. Тем не менее у отдельных представителей сулланской элиты существовали опасения, что мятеж охватит и Италию. Саллюстий включил в свою «Историю» речь Луция Марция Филиппа, в которой оратор пугает сенат союзом Сертория и Лепида; при этом неясно, существовал ли такой союз в действительности или это скорее фигура речи. По мнению И. Гурина, Серторий совершил серьёзную ошибку, не сосредоточив все свои силы в 79 — 78 годах до н. э. на захвате Ближней Испании и подготовке к походу в Италию. Тогда, по мнению исследователя, у мятежников были шансы на победу, исчезнувшие после переправы Лепида на Сардинию.
Относительно целей Сертория у учёных нет единого мнения. Разные исследователи говорят о том, что мятеж был для него попыткой элементарно выжить, создать в Испании альтернативную государственную структуру или разгромить сулланский режим в масштабах всего Римского государства. Державу Сертория характеризуют как «независимую Испанию» , как римско-испанское или испано-римское государство, как «антиРим» (Gegenrom).
В своём внутреннем устройстве держава Сертория имела двойственный характер. С одной стороны, это был союз испанских общин (по мнению Ю. Циркина, он охватывал почти всю нероманизированную часть Испании). Серторий удерживал власть над этим союзом отчасти как военный предводитель, а отчасти — как патрон отдельных племён, городов и представителей местной знати. Испанцы приносили ему присягу как своему вождю и входили в состав его дружины. Представители отдельных общин собирались вместе для принятия решений о наборе воинов и распределении повинностей.
С другой стороны, это была римская политическая структура, которой Серторий управлял как назначенный марианским правительством проконсул. В соответствии с политической практикой той эпохи, срок проконсульских полномочий истекал, только когда их носитель возвращался из провинции в Рим. При этом сулланцы, вероятно, считали власть Сертория нелегитимной с того момента, когда он заключил союз с лузитанами.
Испанских туземцев Серторий не допускал к власти. При этом на правах проконсула он в массовом порядке наделял римским гражданством тех провинциалов, которые поддержали его с оружием в руках. Об этом говорит упоминание Серториев в ряде надписей, обнаруженных в отдельных регионах Испании. Скорее всего, после подавления мятежа гражданство этих людей подтверждено не было.
Для детей туземной знати Серторий создал школу по римскому образцу:

Он собрал в большом городе Оске знатных мальчиков из разных племён и приставил к ним учителей, чтобы познакомить с наукой греков и римлян. По существу он сделал их заложниками, но по видимости — воспитывал их, чтобы, возмужав, они могли взять на себя управление и власть. А отцы необычайно радовались, когда видели, как их дети в окаймлённых пурпуром тогах проходят в строгом порядке в школу, как Серторий оплачивает их учителей, как он раздаёт награды достойным и наделяет лучших золотыми шейными украшениями, которые у римлян называются «буллы».
— Плутарх. Серторий, 14.
Если трактовать этот рассказ буквально, можно понять его так, что родители учеников получали римское гражданство, а выпускники школы должны были причисляться к всадническому сословию и соответственно получать право избираться на высшие должности Римской республики.
Многие исследователи видят в этой школе только способ получения заложников. Для Х. Берве и Ф. Спанна тоги-претексты и буллы — это заведомо несерьёзная затея, прямая мистификация, которую можно поставить в один ряд с рассказами Сертория о лани.
Ю. Циркин видит в этом начинании Сертория демагогию, но кроме того — стремление продемонстрировать местной аристократии её перспективы в случае победы и желание опереться в будущем на романизированную знатную молодёжь. Для И. Гурина главное в этом эпизоде — фиксация претензий испанской знати на вхождение в состав римского правящего сословия.
Есть мнение, что при управлении серторианской Испанией существовал принцип коллегиальности. Оно основывается на словах Цицерона о том, что Митридат направил послов к полководцам, с которыми воевали тогда римляне, и на жалобах Перперны на то, что проконсул в конце войны решал все дела, не советуясь со своим окружением (эти жалобы могут означать, что ранее Серторий всё-таки советовался). Тит Ливий сообщает, что после гибели Сертория к Перперне перешёл Imperium partium, и Ю. Циркин предполагает, что речь может идти не только о неформальном партийном лидерстве, но и о некоем официальном статусе.
Согласно ещё одной гипотезе, политический строй в серторианской Испании характеризуется как мягкая диктатура, действовавшая с согласия совещательного органа и местных должностных лиц. При создании государственного аппарата проконсул прибегал не к выборам, а к назначениям, которые могли формально утверждаться советом при нём. В частности, из числа своих сенаторов Серторий назначал преторов и квесторов, которых должно было быть не менее шести.
Кроме того, он назначал префектов и легатов, которые иногда совмещали военные функции с гражданскими. В частности, Марк Марий, направленный Серторием в Азию, действовал как наместник преторского ранга. Это подтверждается тем фактом, что Мария сопровождали ликторы с фасциями.
Существовавший при Сертории совещательный орган, вероятно, официально именовался сенатом. Его создание в историографии датируют 78 или 76 годом до н. э. А. Короленков предполагает, что сенат мог появиться только после прибытия в Испанию Перперны, так как до этого в лагере Сертория практически не было лиц сенаторского достоинства.
Некоторые учёные считают, что созданием такого государственного органа Серторий хотел подчеркнуть нелегитимность сулланского правительства.
С другой стороны, звучат мнения, что эта мера была неэффективна в таком контексте и уничтожала последние шансы на примирение. Другой причиной создания сената могли стать поиски компромисса с представителями римской знати, прибывшими в Испанию с остатками лепидовской армии. Помимо Марка Перперны, это были патриций Луций Корнелий Цинна, Луций Фабий Испанский, Маний Антоний, Гай Геренний, Марк Марий и другие.
Поскольку при обычном порядке пополнения сената не могло набраться 300 членов, Серторий наверняка назначал сенаторов сам.
Реальное влияние сената оказалось, по-видимому, не слишком большим. В источниках упоминается только один случай его участия в политике — обсуждение условий союза с Митридатом. Сенаторы одобрили предложенные царём условия, но Серторий позже отказался принимать одно из них, самое важное, — уступку провинции Азия. Отсюда следует, что последнее слово оставалось за проконсулом.
Столицей Сертория была Оска. Большинство исследователей считают, что это современная Уэска в Арагоне. Сохранялось римское деление на провинции: по одному мнению, это были Ближняя и Дальняя Испании, по другому — Кельтиберия и Лузитания с административными центрами в Оске и Эборе соответственно.
Важнейшей опорой Сертория была его армия. О её численности источники говорят только дважды: у Плутарха это 150 тысяч воинов, у Орозия — 60 тысяч пехотинцев и 8 тысяч всадников. В историографии, как правило, принимают данные Орозия, хотя и с некоторыми оговорками: у этого писателя речь идёт о временах битвы при Лавроне, а численность армии мятежников, конечно, не могла оставаться одинаковой в течение всей войны.
Известно, что войско Сертория делилось на когорты. При этом легионы не упоминаются, но, возможно, были и они. Проблема этнического состава армии, видимо, не подлежит решению при нынешнем состоянии источников. В первые годы войны (79—78 до н. э., когда сулланские войска возглавлял Метелл Пий) за Сертория сражались в основном лузитаны. В дальнейшем (в 77—76 годах до н. э.) в состав его армии вошли как минимум 20 тысяч римлян и италиков, пришедшие с Перперной, а также множество кельтиберов. Параллельно шёл приток эмигрантов из Италии. К концу войны этот приток почти прекратился и Сертория вытеснили из большинства романизованных регионов, так что массовая доля испанцев должна была вырасти.
По словам Плутарха, командные должности в повстанческой армии занимали только римляне. По предположениям учёных, туземные отряды всё же возглавлялись племенными вождями. При этом Серторий ввёл во всех частях своей армии «римское вооружение, военный строй, сигналы и команды». Единого мнения о её боеспособности нет: одни историки высоко оценивают боевые качества серторианцев, другие уверены, что мятежники заведомо уступали солдатам Метелла и Помпея и годились только для партизанской войны. Попытки проконсула привить туземным отрядам начатки дисциплины иллюстрирует рассказанная Плутархом история о двух конях:

[Серторий]… созвал всенародную сходку и приказал вывести двух лошадей: одну совершенно обессилевшую и старую, другую же статную, могучую и, главное, с удивительно густым и красивым хвостом. Дряхлого коня вёл человек огромного роста и силы, а могучего — маленький и жалкий человечек. Как только был подан знак, силач обеими руками схватил свою лошадь за хвост и вовсю принялся тянуть, стараясь выдернуть, а немощный человечек стал между тем по одному выдёргивать волосы из хвоста могучего коня. Великие труды первого оказались безрезультатными, и он бросил своё дело, вызвав лишь хохот зрителей, а немощный его соперник скоро и без особого напряжения выщипал хвост своей лошади. 9
После этого поднялся Серторий и сказал: «Видите, други-соратники, настойчивость полезнее силы, и многое, чего нельзя совершить одним махом, удаётся сделать, если действовать постепенно. Постоянный нажим непреодолим: с его помощью время ломает и уничтожает любую силу, оно оборачивается благосклонным союзником человека, который умеет разумно выбрать свой час, и отчаянным врагом всех, кто некстати торопит события».
— Плутарх. Серторий, 16.
В любом случае нанести решающее поражение правительственным войскам Серторий, как известно, не смог.

### Против Метелла и Помпея
Кампания 77 года до н. э. обозначила перед римским правительством перспективу полного разгрома Метелла Пия и даже похода Сертория в Италию. Поэтому сенат направил в Испанию ещё одного полководца — Гнея Помпея Великого, получившего полномочия проконсула, несмотря на юный возраст и отсутствие опыта высших должностей. Помпей перешёл Пиренеи либо в конце 77, либо в начале 76 года до н. э. В начале очередной кампании на его сторону перешли племена индикетов и лацетанов; возможно, тогда же в Новом Карфагене высадился квестор Помпея Гай Меммий.
Гней двинулся вдоль средиземноморского побережья на юг. В это время Серторий осадил недавно перешедший на сторону римского правительства Лаврон, и Помпей счёл необходимым помочь этому городу. Под его командованием, согласно Орозию, было 30 тысяч легионеров и тысяча всадников, но помимо этого должны были быть и многочисленные вспомогательные части. Некоторое время обе армии стояли под Лавроном, пока, наконец, не произошло сражение. Серторий организовал засаду, в которую попали вражеские фуражиры; Помпей направил на выручку своим один легион, но и тот оказался в окружении. Когда Помпей вывел из лагеря основные силы, Серторий продемонстрировал противнику свою тяжёлую пехоту на вершинах холмов, готовую ударить в тыл. В результате Помпей отказался от полномасштабной битвы и смирился с потерей 10 тысяч воинов. Серторианцы вскоре взяли Лаврон штурмом.
Помпей после этого поражения отступил к Пиренеям. Его престиж серьёзно пострадал: о нём говорили, что он «был поблизости и разве что только не грелся у пламени, пожиравшего союзный город, но на помощь не пришёл». До конца кампании Помпей бездействовал, и некоторые общины, вставшие было на его сторону, могли опять поддержать Сертория. Последний же успешно действовал в Кельтиберии, где занял ряд городов.
Следующий год, 75 до н. э., стал решающим. Серториев план предполагал, что Перперна и Геренний будут удерживать Помпея на северо-востоке, а Луций Гиртулей — защищать южных союзников от Метелла, уклоняясь от большого сражения. Сам Серторий планировал действовать против беронов и автриконов в верховьях Ибера. В историографии этот план характеризуется как кунктаторский; он был построен во многом на недооценке Помпея.
Серторий действительно двинулся весной в верховья Ибера. Сохранился рассказ только о начале этого похода, которое было успешным. Но тем временем Помпей перешёл Ибер, дошёл до Валентии и здесь разгромил Геренния и Перперну. Погибли 10 тысяч мятежников, включая Геренния, а Валентия была взята и разрушена. Весть о столь серьёзном поражении заставила Сертория вернуться на побережье и дать бой противнику.
Перед этим он, видимо, присоединил к своей армии остатки войск Перперны.
Помпей со своей стороны, воодушевлённый победой, тоже хотел большого сражения. Согласно Плутарху, он даже торопился дать бой до подхода Метелла, чтобы не делить с ним славу. Встреча двух армий произошла на реке Сукрон. Серторий командовал правым крылом. Помпей, тоже возглавивший правый фланг своей армии, смог потеснить противника на своём участке; прибывший сюда Серторий обратил врагов в бегство. Сам Помпей был ранен и спасся только потому, что преследовавшие его ливийцы захватили его коня в драгоценном убранстве и увлеклись разделом добычи. В это время левый фланг помпеянцев во главе с Луцием Афранием на время взял верх и даже ворвался в лагерь противника. Благодаря появлению Сертория и здесь помпеянцы были отброшены.
Источники антисерторианской направленности изображают это сражение так, будто исход был ничейным. Тем не менее поражение Помпея было очевидным. Серторий не смог уничтожить его армию только потому, что она укрылась в лагере. На следующий день выяснилось, что приближается Метелл, и потому Серторий отступил; согласно Плутарху, он сказал при этом: «Когда бы не эта старуха, я отстегал бы того мальчишку и отправил бы его в Рим».
Метелл накануне похода к Сукрону разгромил Гиртулея при Италике. Квестор Сертория принял бой, несмотря на прямой запрет командующего; некоторые историки считают, что он это сделал, чтобы не допустить объединения сил Метелла и Помпея. Солдаты Гиртулея провели несколько часов на жаре, вызывая врага на бой. Метелл, разместивший самые сильные соединения на флангах, смог окружить противника и нанести ему полное поражение. Погибли 20 тысяч серторианцев, включая самого Луция Гиртулея.
Вследствие этих событий у Сертория осталась только одна армия из трёх, вынужденная противостоять и Помпею, и Метеллу. Ему пришлось оставить надежды добить Помпея и уйти со средиземноморского побережья. Это было полное стратегическое поражение.
Теперь военные действия были перенесены в центральную часть Пиренейского полуострова — в Кельтиберию. Серторию пришлось отступить в земли ареваков, к Сегонтии, а Метелл и Помпей объединили свои силы. Предположительно именно тогда Серторий предложил примирение. Он изъявил готовность «сложить оружие и жить частным человеком, если только получит право вернуться», но его предложение не приняли. Напротив: Метелл объявил награду за его голову в 100 талантов серебра и 20 тысяч югеров земли, а изгнаннику — право вернуться в Рим.
Серторий смог рядом манёвров запереть противника в долине под Сегонтией и заставить его почувствовать острую нехватку продовольствия. Несмотря на выгоду своего положения, ему пришлось вступить в бой — возможно, на этом настояли его воины. Серторий сам принял участие в схватке, атаковав войско Помпея; на этом направлении мятежники одержали победу, причём среди 6 тысяч погибших помпеянцев был квестор Гай Меммий. В то же время войско Перперны понесло тяжёлые потери в бою с Метеллом (5 тысяч убитыми) ; из изложения Аппиана следует, что здесь правительственные войска одержали верх. Серторий пришёл на помощь своему легату: «он теснил врага и пробивался к самому Метеллу, сметая на пути тех, кто ещё держался». Метелл был ранен, но его солдаты всё же заставили противника отступить.
Серторианцы ушли в горную крепость Клуния. Сенатские армии осадили их там, но Серторий смог прорваться и начал партизанскую войну. В конце концов Метелл ушёл в Нарбонскую Галлию на зимние квартиры, а Помпей зазимовал в землях ваккеев после серии манёвров в Васконии.
На тот момент обе стороны были на грани истощения; Помпей потребовал от сената подкреплений и денег, заявив, что иначе театром военных действий станет уже Италия. Для римского правительства ситуацию ухудшала необходимость воевать ещё и во Фракии и Исаврии. Но в последующие годы Помпей и Метелл получили необходимые подкрепления, что обеспечило им победу.

### Союз с Митридатом
Источники сообщают, что Серторий вёл переговоры с одним из злейших врагов Рима — царём Понта Митридатом VI. Этот монарх в те годы заканчивал подготовку к очередной, уже третьей, войне с Римом и нуждался в союзниках. Инициаторами переговоров стали Луций Магий и Луций Фанний, офицеры фимбрианской армии, находившиеся при царском дворе. Они убедили Митридата в целесообразности такого союза, ссылаясь на военные успехи Сертория и силу его армии. Вероятно, они же отправились в Испанию «с адресованными Серторию письмами и с предложениями, которые они должны были передать ему на словах».
Точных датировок этой миссии нет. Цицерон в одной из своих речей против Гая Верреса сообщает, что в 79 году до н. э. Магий и Фанний купили миопарон, «на котором они плавали ко всем врагам народа римского от Диания до Синопы». Поскольку Дианий был военно-морской базой Сертория, некоторые исследователи заключают из этих слов, что уже в 79 году марианский проконсул Испании заключил союз с царём Понта. Согласно другой точке зрения, дата покупки корабля малоинформативна, и в 79 году до н. э. Митридат ещё старался укрепить мир с Римом. Заключение союза относится к 75 году до н. э., и маловероятно, чтобы переговоры велись четыре года.
Предложение Митридата обсуждалось на заседании сената. Царь претендовал на Галатию, Пафлагонию, Каппадокию, Вифинию и римскую провинцию Азия. Большинство сенаторов с этим согласилось. Согласно Плутарху, Серторий отверг главное из требований — относительно Азии; согласно Аппиану, он уступил царю и эту провинцию. Большинство исследователей склоняется к версии Плутарха, одним из исключений является Г. Берве.
Митридат обязывался прислать 40 кораблей и три тысячи талантов серебром, а Серторий отправлял на Восток отряд во главе с Марком Марием, становившимся марианским наместником Азии. Союз был скреплён письменным договором. Некоторые античные авторы утверждают, будто, именно заключив союз с Серторием, Митридат счёл возможным начать новую войну против Рима, но это может быть преувеличением.
Учёные расходятся во мнениях о том, получил ли Серторий реальную помощь из Понта. Существует предположение, что начиная с середины 74 года до н. э. армия проконсула получала жалованье только из тех денег, которые присылал Митридат. Серторий мог рассчитывать на то, что Митридат своими действиями заставит римское правительство перебросить часть войск из Испании на Восток, но этого не произошло.

### Гибель
В результате поражений в кампании 75 года до н. э. положение Сертория и его сторонников заметно ухудшилось. Они потеряли контроль над средиземноморским побережьем, значительной частью Ближней Кельтиберии, землями ваккеев, были окончательно вытеснены из Дальней Испании. В боях погибла существенная часть войск мятежников. Многие племена перешли на сторону правительственных сил. Серторий счёл себя вынужденным прибегнуть к репрессиям: он разорял поля изменников, казнил или продал в рабство учеников школы для знати в Оске. Обострились и его отношения с римским окружением, многие представители которого считали себя незаслуженно оттеснёнными от власти.
Эпитоматор Ливия упоминает «многие жестокости Сертория против собственных людей: он казнил по ложному обвинению в измене многих своих друзей и товарищей по опале». Появились перебежчики, которых в сенатских армиях принимали достаточно милостиво.
Теперь в армии Сертория испанцы безусловно преобладали численно над римлянами и италиками. По мнению А. Короленкова, это «изменило лицо восстания» . Тем не менее Серторий продолжал пользоваться огромным авторитетом в глазах большинства своих воинов и до определённого момента мог игнорировать недовольство высших офицеров.
На театре военных действий в 74—73 годах до н. э. ситуация была довольно стабильной. В 74 году между Серторием и Метеллом происходили бои с неясным исходом у Бильбилиса и Сегобриги. Помпей пытался взять Паллантию, но был оттеснён Серторием; последний одержал тактическую победу при Калагуррисе, уничтожив 3 тысячи вражеских солдат. В целом правительственные войска, видимо, расширили свой контроль в Ближней Кельтиберии. О военных событиях 73 года известно только, что Метелл и Помпей заняли ряд до того подчинявшихся Серторию городов; некоторые из них сдались без боя.
Некоторые учёные делают из этого вывод, что сенатские войска заняли всю Дальнюю Кельтиберию.
Тем временем приближённые Сертория составили заговор против него. В источниках содержатся две разные версии. Согласно Диодору и Аппиану, Серторий начал действовать как тиран: он перестал считаться с соратниками-римлянами, притеснял испанцев, предался наслаждениям и роскоши, перестал заниматься делами, из-за чего стал терпеть поражения. Видя его жестокость и подозрительность и боясь в связи с этим за свою жизнь, Перперна организовал заговор, который был раскрыт; почти все заговорщики были казнены, но Перперна почему-то уцелел и довёл дело до конца.
Согласно Плутарху, вина за случившееся полностью лежит на Перперне. Этот военачальник, гордый своим высоким происхождением, «лелеял в душе пустое стремление к верховной власти», а потому начал подбивать других высших офицеров к выступлению против командующего. Он говорил, что сенат превратился в посмешище и что римляне стали «свитой беглеца Сертория», на которую «обрушиваются брань, приказы и повинности, словно на каких-то испанцев и лузитанцев». Уже во время подготовки к покушению Перперна узнал, что информация о заговоре начала бесконтрольно распространяться, и перешёл к решительным действиям.
В историографии эти две версии считаются не взаимоисключающими, а дополняющими друг друга. У заговорщиков действительно могли быть претензии к стилю управления, который демонстрировал Серторий в последние годы. При этом Перперна в своей агитации мог преувеличивать склонность своего командира к тирании; именно властолюбие Перперны рассматривается как главная причина гибели Сертория.
Плутарх утверждает, будто заговорщики осмелели благодаря победам над сенатскими войсками; в действительности всё могло быть наоборот — поражения подорвали авторитет проконсула. Есть гипотеза, что заговорщики были против партизанской войны и хотели дать врагу генеральное сражение, которого избегал Серторий.
Некоторые учёные связывают заговор с попытками договориться с правившим в Риме режимом. Одни считают, что заговорщики хотели купить примирение ценой головы Сертория; другие — что как раз Серторий стремился к компромиссу, которого не хотело его окружение. Но обе версии не имеют опоры в источниках. К тому же Метелл и Помпей демонстрировали нежелание договариваться даже в те времена, когда дела у мятежников шли заметно лучше.
Подробный рассказ о гибели Сертория оставил Плутарх. Он сообщает, что заговорщики подослали гонца с вестью о большой победе мятежников. Перперна по такому случаю организовал пир, на который пригласил Сертория. Последний, хотя и обрадованный новостями, всё же согласился прийти только «после долгих настояний» . Среди прочих гостей на пиру были Маний Антоний, Луций Фабий Испанский, Тарквиций, секретари Меценат и Версий.

Когда выпивка уже была в разгаре, гости, искавшие предлога для столкновения, распустили языки, и, прикидываясь сильно пьяными, говорили непристойности, рассчитывая вывести Сертория из себя. Серторий, однако, — то ли потому, что был недоволен нарушением порядка, то ли разгадав по дерзости речей и по необычному пренебрежению к себе замысел заговорщиков, — лишь повернулся на ложе и лёг навзничь, стараясь не замечать и не слышать ничего. Тогда Перперна поднял чашу неразбавленного вина и, пригубив, со звоном уронил её. Это был условный знак, и тут же Антоний, возлежавший рядом с Серторием, ударил его мечом. Серторий повернулся в его сторону и хотел было встать, но Антоний бросился ему на грудь и схватил за руки; лишённый возможности сопротивляться, Серторий умер под ударами множества заговорщиков.
— Плутарх. Серторий, 26.
Командование перешло к Перперне. Согласно Аппиану, именно глава заговора был указан в завещании Сертория как его преемник. Перперне удалось, хотя и с некоторым трудом, справиться с недовольством солдат, а вот испанские племена начали переходить на сторону Метелла и Помпея: видимо, они считали себя клиентами только Сертория, но не его преемника. В первом же бою с Помпеем Перперна потерпел полное поражение, попал в плен и был тут же казнён. Большинство серторианцев получило помилование.

## Семья
В источниках только один раз упоминается жена Сертория: Валерий Максим рассказывает о появлении человека, который выдавал себя за сына Сертория, но не посмел показаться его жене. В историографии считается, что это происходило в Испании, поскольку только в этом регионе можно было извлечь выгоду из такого самозванства. Плутарх, всегда уделяющий много внимания семейной жизни своих героев, о браке Сертория молчит. Отсюда исследователи делают вывод, что Серторий заключил брак с туземкой, семья которой не обладала правами римских граждан. Он мог сделать это, так же, как когда-то Гасдрубал Красивый и Ганнибал, для упрочения связей с местными племенами. А. Короленков заметил, что жена Сертория «вряд ли была простолюдинкой» .

## Оценки личности и деятельности Сертория

### В античной литературе
Квинт Серторий стал героем ряда литературных текстов, вероятно, ещё при жизни, когда он воевал в Испании. Первые произведения о нём, упоминающиеся в сохранившихся источниках, были написаны людьми из другого лагеря — легатами Помпея Марком Теренцием Варроном и Гаем Сульпицием Гальбой, Танузием Гемином, Феофаном из Митилены , предположительно Марком Корнелием Сизенной. Эти писатели явно были настроены против Сертория; но от их работ ничего не осталось, как и от мемуаров Суллы, в которых могла содержаться информация о действиях Сертория в Италии во время гражданской войны 83 — 82 годов до н. э.  Возможно, сочинения Варрона, Гальбы и прочих стали источниками для Диодора Сицилийского, который в 37-й книге своей «Исторической библиотеки» рассказал о положении мятежников в последние годы войны. По его словам, Серторий перестал платить жалованье своим сторонникам, хотя и скопил огромные богатства, начал репрессии против недовольных и вообще вёл себя как тиран.
Произведения о Серториевой войне приписывали также Посидонию, который был в Испании во время этого конфликта, но в историографии это считается фальсификацией. Самым ранним автором, чьи сочинения с упоминаниями Сертория сохранились, был Марк Туллий Цицерон. Он называл Серториеву войну «жесточайшей» , «величайшей и ужаснейшей» , заявлял, что для Рима Серторий был более опасен, чем Митридат, и намекал на существование союза этих двух политиков.
При этом о личности Сертория Цицерон не высказывался и не выступал с осуждением его деятельности.
Первым сочинением, которое содержало связный рассказ о Серториевой войне и сохранилось (во всяком случае, частично), стала «История» Гая Саллюстия Криспа. Она была написана между 44 и 36/35 годами до н. э. и рассказывала о событиях 78—68 годов.
Из дошедших до нас фрагментов ясно, что мятеж Сертория был одним из центральных событий «Истории» и описывался в связи с событиями в других частях Средиземноморья. Саллюстий использовал работы Сизенны, Варрона, документы и рассказы очевидцев из обоих враждующих лагерей. Он стал основателем просерторианской традиции в античной литературе. Историк, который мог питать симпатию к Серторию как его земляк, «новый человек», враг знати и недруг Помпея, заявил о своём намерении защитить репутацию Квинта и рассказать о его заслугах, оказавшихся в забвении из-за предвзятости более ранних авторов. Серторий предстаёт в изображении Саллюстия храбрым воином, «добрым и умеренным» человеком, врагом марианского террора, безупречным магистратом; ему противопоставлены явно отрицательные персонажи Сулла, Метелл Пий и Помпей.
В негативных тонах Серторий был изображён в «Истории Рима от основания города» Тита Ливия, написанной во времена Августа. Он стал одним из героев книг с 90 по 96, от которых остались только краткие извлечения (периохи) и фрагмент 91-й книги. Всю последующую антисерторианскую традицию в античной историографии часто называют ливианской. Тит Ливий ставит под сомнение репутацию Сертория как полководца, утверждая, будто битва при Сукроне закончилась не поражением Помпея, а ничьей, и будто в сражении при Сегонтии армия мятежников была обращена в бегство, а также наделяет Сертория чертами классического тирана. Тем не менее после рассказа о гибели Квинта сообщается, что он «показал себя отличным полководцем».
Антисерторианскую традицию продолжил Гай Веллей Патеркул, для которого, правда, руководитель мятежа был второстепенной фигурой. Это единственный античный автор, утверждающий, что Серторий попал в плен к Сулле, а позже был отпущен, что Серторий «более хвалил Метелла, но сильнее боялся Помпея», и что убийцы Квинта «отняли у Рима верную победу». Мятеж Веллей Патеркул характеризует как «страшную войну», разожжённую Серторием".
«Эпитомы» Луция Аннея Флора, которого причисляют к ливианской традиции, не дают новой фактической информации; их автор старался сформировать у читателей общее впечатление о войне, а потому пренебрегал фактами и хронологией в пользу риторики. Флор даёт неоднозначную оценку деятельности Сертория. Он называет Серториеву войну «наследием проскрипций» и таким образом отчасти её оправдывает. Для него Квинт — мужественный человек, носитель «высшей, но пагубной доблести», союзник врагов Рима, разорявший Испанию так же, как его противники.
Подробнее всех античных авторов написал о Сертории Плутарх, создавший, по словам немецкого антиковеда В. Шура, «самый яркий образ героя». В первую очередь греческий писатель опирался на Саллюстия. Относительно других его источников мнения в историографии расходятся. А. Шультен полагает, что Плутарх использовал только «Историю» ; по мнению Б. Мауренбрехера, ранний этап жизни Сертория был написан по Ливию, а рассказ о гражданской войне в Италии — по Страбону; Х. Берве видит явное влияние неизвестных источников времён Принципата.
Плутарх написал не историю Серториевой войны, а биографию главного её участника, оказавшуюся в паре с жизнеописанием Эвмена из Кардии. В обоих этих политиках писатель увидел патриотов, оказавшихся вдали от дома, до конца боровшихся с врагами и погибших от рук своих. При этом положительная трактовка образа была во многом воспринята Плутархом от Саллюстия. На страницах «Сравнительных жизнеописаний» Серторий оказывается человеком скромным, миролюбивым, мягким, выступающим против террора и нежно любящим свою мать; как истинный патриот он отказывается отдавать Митридату Азию, держит под жёстким контролем испанцев, не допуская их к власти в провинции; его горячо любят воины. В биографии Помпея Плутарх явно использует другие источники и ничего не пишет о личных качествах Сертория, при этом обращая внимание, что к нему «стеклись все дурные соки гражданских войн». Тем не менее положительный образ Сертория, созданный греческим писателем, до сих пор имеет огромное влияние, в значительной степени определяя отношение к этому историческому деятелю.
Источниками отдельных фактов о Сертории являются сочинения Валерия Максима, Авла Геллия, Секста Юлия Фронтина. Здесь в центре внимания изобретательность Квинта, которую он использовал, чтобы побеждать врагов и удерживать в подчинении испанцев, сознательно их мистифицируя. Особенно популярными в античной культуре стали истории о лани и о двух конях. Хрестоматийность последнего сюжета может подтверждаться фрагментом из письма Плиния Младшего: этот писатель только упоминает данный эпизод, явно считая его общеизвестным.
Единственный сохранившийся подробный погодный рассказ о Серториевой войне (правда, начиная только с появления в Испании Помпея) содержится в «Римской истории» Аппиана Александрийского, опиравшегося на Ливия, а отчасти, возможно, на Саллюстия и воспоминания Суллы. Аппиан сознательно подбирал компрометирующие Сертория факты. В частности, речь о захвате Суэссулы во время перемирия, изображённом как акт вероломства; о высадке в Испании, поданном как агрессия. Согласно Аппиану, в последние годы Серторий погрузился в пьянство и разврат, стал жестоким и подозрительным, так что Перперне пришлось его убить из соображений самообороны. В то же время Аппиан признаёт, что Серторий был талантливым и смелым полководцем и обладал большой популярностью, так что, если бы не его гибель, война продолжалась бы ещё долго.
К началу V века н. э. относятся два последних античных источника на данную тему. Просерторианскую традицию завершил Юлий Эксуперанций, который опирался на Саллюстия. Его работа «Краткое сочинение о гражданских войнах Мария, Лепида и Сертория» носит конспективный характер, но всё же содержит ценную информацию; Серторий в ней описывается с явным сочувствием.
В ливианской традиции последним стал христианский автор Павел Орозий. В своей «Истории против язычников» он уделил большое внимание римским гражданским войнам, и в том числе — Серториевой войне, которую считал одним из величайших бедствий. Орозий постарался показать крайнюю ожесточённость этого конфликта, и его труд содержит много уникальных сведений. Сертория он считает «врагом законной власти», «мужем коварным и дерзостным», «поджигателем… гражданской войны, который после этой войны начал… в Испании другую». Источниками для Орозия, помимо «Истории Рима от основания города», были Флор, Евтропий, Эксуперанций.
Установить хронологию Серториевой войны стало возможным благодаря «Книге о чудесах» Юлия Обсеквента; это единственный автор, указывающий даты конкретных событий этого конфликта.

### В историографии
Интерес к личности Сертория усилился в эпоху Возрождения. В городе Эвора даже было найдено его поддельное захоронение с эпитафией. В первой половине XVIII века появилось первое систематическое изложение событий Серториевой войны — в составе «Истории Испании» Х. Феррераса. Но начало историографии вопроса учёные связывают с «Историей Рима в эпоху перехода от республиканского устройства к монархическому» В. Друманна. Четвёртый том этого труда, вышедший в 1838 году, содержит биографию Сертория, написанную на материале широкого круга источников. Во многом это только компиляция, хотя и содержащая определённые гипотезы и попытки анализа.
Друманн высказал скепсис относительно высоких моральных качеств Сертория и предположил, что этот исторический деятель, как и Марий, был в первую очередь солдатом, а не политиком. Но распространённой такая точка зрения не стала.
Т. Моммзен в «Истории Рима» уделил личности Сертория и его мятежу много места. Квинт получил самые восторженные оценки: «Один из крупнейших, если не самый крупный», «единственный дельный человек среди революционных бездарностей», «во всех отношениях прекрасный человек», выдающийся полководец, политик, дипломат, обречённый тем не менее на поражение.
Созданный Моммзеном образ получил распространение в трудах многих историков конца XIX века; по словам И. Гурина, можно говорить даже о «настоящем культе Сертория в современной литературе». Звучали и возражения. Так, В. Ине назвал необоснованными восторги относительно Сертория-политика. Если Серторий был готов в любой момент сложить оружие и вернуться в Рим как частное лицо или бежать на Острова Блаженных, то у него, по мнению Ине, не было каких-либо политических убеждений; он был скорее авантюристом, сделавшим войну своим заработком.
В конце XIX века появились первые специальные работы по данной теме. В 1891 году была опубликована статья П. Беньковского «Критические исследования о хронологии и истории Серториевой войны». В 1891—1893 годах Б. Мауренбрехер опубликовал двухтомное комментированное издание «Истории» Саллюстия, содержавшее в том числе ценный материал по биографии Сертория. В 1907 году В. Шталь защитил диссертацию «О Серторианской войне», в которой были тщательно проанализированы все основные источники и был восстановлен ход конфликта.
Очень влиятельной стала монография видного специалиста по античной Испании А. Шультена «Серторий» (1926 год). Учёный воссоздал как биографию заглавного героя, так и ход его мятежа во всех подробностях, включая возможный ход основных сражений. При этом в ряде реконструкций Шультен опирается всё же не на данные источников, а на простую логику. Говоря о личности Сертория, учёный движется в направлении, заданном Моммзеном: для него Квинт — великий полководец и политик, предшественник Цезаря, обладатель высоких моральных качеств. В этой книге, по словам А. Короленкова, «миф о Сертории» достиг своего логического завершения.
Реакцией на монографию Шультена стала статья Х. Берве (1929 год). Её автор доказывал, что деятельность Сертория не имела никакого положительного значения и представляла собой государственную измену (союз с врагами Рима, уступка Азии, создание своего сената). Серторием двигало не благо государства, а собственные амбиции. Эта статья вызвала оживлённую дискуссию и способствовала таким образом преодолению «серторианского мифа».
Среди работ, посвящённых частным вопросам, были статьи Р. Гриспо (1952 год) и У. Беннета (1961 год), в которых пересматривалась традиционная хронология Серториевой войны. Гипотезы этих учёных в дальнейшем оспаривались или уточнялись другими специалистами. С новой точки зрения выступил Э. Габба, предположивший, что Серториева война стала последним актом Союзнической войны: по его мнению, жившие в Испании италики стали основной опорной силой мятежа. Союз же с Митридатом объясняется заинтересованностью жителей Южной Италии в торговле с Востоком.
Определённые промежуточные итоги подвели американцы Ф. О. Спанн и К. Ф. Конрад. Первый из них в 1987 году издал монографию «Квинт Серторий и наследие Суллы», в которой оспорил репутацию Сертория как полководца: по его мнению, Квинт был прекрасным тактиком, но плохим стратегом и годился только на должность легата. Спанн реконструировал ход политической карьеры Сертория, предположив, что его покровителями на ранних этапах были Квинт Сервилий Цепион и Тит Дидий.
К. Ф. Конрад опубликовал в 1994 году плутархову биографию Сертория с обширным комментарием, представлявшим собой полное раскрытие темы с учётом последних достижений науки на тот момент.
В российской историографии данная тема освещалась до середины XX века только в рамках общих обзоров римской истории. О Сертории писали, как правило, в позитивных тонах как о борце против сулланского режима. Одной из первых специальных работ стала диссертация З. М. Куниной «Серторианская война в Испании» (1947 год), где речь шла о «расшатывании рабовладельческого строя» и о «гражданской войне Испании… за свержение римского ига». В оценке личности Сертория Кунина ориентировалась на его апологета А. Шультена.
Проблема характера восстания и взаимоотношений между римлянами и испанцами рассматривается в диссертациях Г. Е. Кавтария и И. Г. Гурина. Последний предположил, что испанцы с 75 года до н. э. играли основную роль в мятеже, превратившемся таким образом в антиримское выступление.
Той же проблеме посвятил одну из своих статей Ю. Б. Циркин, считавший, что основная часть романизированного населения Испании не поддержала Сертория; значение мятежа, по мнению учёного, в том, что он стал очередным этапом в романизации региона и, таким образом, ускорил переход от республики к принципату.
В 2000-е годы вышли две монографии на данную тему на русском языке — И. Г. Гурина и А. В. Короленкова. Первый из них посвятил своё исследование исключительно Серториевой войне, поставив задачу пересмотреть ряд традиционных представлений о ней. Второй рассматривает всю политическую биографию Сертория.